# Марш-бросок (фильм)
«Марш-бросок» — российский кинофильм режиссёра Николая Стамбулы о Второй чеченской войне. Главную роль исполнил сын режиссёра, Владимир Стамбула (под псевдонимом Владимир Волга).

## Сюжет
Молодой человек, воспитанник детского дома Александр Буйда, стремится попасть на чеченскую войну, искренне веря, что именно там его место, и в этих тяжёлых условиях он сможет проявить себя. Пройдя подготовку, Александр попадает в воздушно-десантные войска и отправляется навстречу суровым испытаниям, которые ждут его на войне. Он не изменяет своим жизненным принципам и проявляет себя как герой и настоящий мужчина, который не станет предателем, даже если от этого зависит его жизнь. А такие понятия, как настоящая мужская дружба, любовь и благородство — ценности вечные. Преодолев все препятствия, познав боль потерь, герой находит свою любовь, обретает дом, где его будут ждать, куда он вернётся с войны…

Эпилог: Тем, кто стоял, стоит и будет стоять на защите нашей родины!

## В ролях
| Актёр                                                 | Роль                                      |
| ----------------------------------------------------- | ----------------------------------------- |
| Владимир Стамбула (в титрах — Владимир Волга)         | сержант Александр Буйда                   |
| Евгений Косырев                                       | младший сержант Владимир Федотов          |
| Ольга Чурсина                                         | Маша Федотова                             |
| Фёдор Смирнов                                         | Хасан Исмаилов чеченский полевой командир |
| Александр Балуев                                      | генерал-майор Таманов командующий         |
| Александр Фисенко                                     | сержант Толян                             |
| Сергей Гармаш                                         | отец Федотова                             |
| Марат Гацалов                                         | чеченский боевик                          |
| Михаил Жигалов                                        | полковник военком                         |
| Виталий Вашедский                                     | капитан Ледяхин                           |
| Вадим Цаллати                                         | Арби                                      |
| Александр Карамнов                                    | Хмылёв                                    |
| Александр Дедюшко                                     | офицер                                    |
| Виктор Степанов                                       | Хромов                                    |
| Мухтарбек Кантемиров                                  | Старейшина                                |
| Мария Шалаева                                         | Ира подруга Маши                          |
| Александр Прудников (Жмакин; озвучивал Дмитрий Дюжев) | Илья местный хулиган                      |

## Музыка
- «Кино» — «Звезда по имени Солнце»
- «Тату» — «Нас не догонят»
- Джо Сатриани — «Эхо» (1987)
- Артемий Артемьев — саундтрек из фильма «Фанат»

## Трансляция
- Фильм впервые показали по «Первому каналу» 23 февраля 2004 года. Далее на том же канале фильм регулярно демонстрировался с 2005 по 2008 год (и чаще всего — в дни траура. Яркие примеры: 10 июля 2006 года и 13 августа 2008 года).
- С 2012 года повторяется по «Дому Кино».
- Также транслировался по Пятому каналу и другим каналам.

## Другие отечественные фильмы с тем же названием
В 2013 году вышел фильм «Марш-бросок: Особые обстоятельства», а в 2015 году — «Марш-бросок: Охота на охотника». Главного героя этих фильмов также зовут Александр Буйда (его сыграл Илья Соколовский), но они никак сюжетно не связаны с оригинальным фильмом «Марш-бросок», являясь его своеобразным продолжением.